# 田村秀昭
田村 秀昭（たむら ひであき、1932年9月21日 - 2008年1月4日）は、日本の航空自衛官、政治家。工学博士（京都大学）。参議院議員（3期）、国民新党結党時の副代表。最終階級は空将。

## 来歴・人物
東京都生まれ。東京都立大学附属高等学校（同級生に佐藤信二）から防衛大学校へ進み、1957年に第一期生として卒業後、航空自衛隊に入隊。また、京都大学大学院工学研究科に進学して冶金工学を専攻し、博士課程を修了。1964年に工学博士の学位を取得。
航空自衛隊では、F-4EJ技術連絡官（在米1年間）、技術研究本部技術開発官付、航空幕僚監部装備部長、保安管制気象団司令、航空自衛隊幹部学校長（空将、1986年12月 - 1988年1月）を歴任。
退官後、1989年の第15回参議院議員通常選挙（比例区）で初当選。自衛官（将官）を経て政界に出馬したことから政治家時代の愛称は「ジェネラル」（将軍）（ただし、本人の前では決して呼ばれることはなかった）。1992年、東京佐川急便事件を契機に竹下派が分裂し、同派参院議員の大半が小渕恵三支持に回ったのに対し、田村は永野茂門、北澤俊美らとともに羽田派に参加（田村は高校の同級生である佐藤から「俺ら中堅議員は小渕さんを支持しているのに、何でお前だけ羽田さんや小沢さんらと行動を共にするんだ」と言われたという）。1993年、自民党を離党し新生党の結党に参加し、細川内閣では沖縄開発政務次官を務めた。
翌年（1994年）の羽田内閣では参議院外務委員長。同年末、新進党結成に参画する。新進党より1995年の第17回参議院議員通常選挙（比例区）に立候補し再選。1997年の新進党分裂後は、小沢一郎に従い自由党の結党に参画（2001年の第19回参議院議員通常選挙（比例区）では自由党から立候補し3選）。
2003年、自由党解党に伴い、民主党に合流（参議院外交防衛委員・参議院国際問題に関する調査会委員）。
2005年8月17日、党の安全保障政策への不満から民主党を離党し国民新党の結党に参画した（副代表）。民主党は新党参画行為を反党行為として除籍処分（除名）を下した。
2007年7月の第21回参議院議員通常選挙には立候補せず、政界を引退。同年秋に山田洋行事件が発覚した際、山田洋行に役員待遇の顧問として採用するよう迫っていた事や同社の丸抱えで選挙資金の支援を受けていたことが判明し、秋の叙勲（旭日重光章）受章候補を辞退した。
2008年1月4日、胃がんのため、自衛隊中央病院で死去。75歳没。

## 不祥事
- 2004年の民主党のメールマガジンによると、年金未納問題の際に国民年金が3か月間未納だった[1]。

## 著書
- 『米国のパワーポリティクス―国際化時代を日本はいかに生き抜くか』日新報道、1988年6月、ISBN 4817401982
- 『歴史を忘れた大人と国をなくした若者たち』楽書舘（楽書ブックス）、2002年2月、ISBN 4806115886